# Hero und Leander
Hero (altgriechisch Ἡρώ Hērṓ) und Leander (Λέανδρος Léandros) sind zwei Gestalten aus der griechischen Mythologie. Sie zählen zu den bekanntesten Liebespaaren der europäischen Literatur. Der Sage zufolge war Hero eine Priesterin der Aphrodite in Sestos am westlichen Ufer der Meerenge Hellespont. Ihr Geliebter Leander lebte in Abydos am gegenüberliegenden kleinasiatischen Ufer. Da er Hero nur heimlich besuchen konnte, durchschwamm er allnächtlich den Hellespont. Ein Leuchtfeuer, das Hero in einem Turm entzündete, oder eine von ihr dort verwendete Öllampe oder Fackel wies ihm den Weg. Einmal verirrte er sich jedoch bei einem Sturm, der das Feuer auslöschte, und ertrank. Am folgenden Morgen entdeckte Hero seinen angeschwemmten Leichnam am Ufer und stürzte sich vom Turm in den Tod.
Der Stoff ist erstmals im 1. Jahrhundert v. Chr. bezeugt, sein Ursprung ist unbekannt. Die erste ausführliche Bearbeitung stammt von dem Dichter Ovid, der einen fiktiven Brief Leanders an Hero und deren Antwort verfasste und in die Sammlung seiner Heroidenbriefe aufnahm. Um die Mitte oder in der zweiten Hälfte des 5. Jahrhunderts stellte der Dichter Musaios die Geschichte in einem griechischen Epyllion (Kurzepos) dar. Erwähnungen in der kaiserzeitlichen Literatur und Darstellungen in der bildenden Kunst lassen die andauernde Bekanntheit der Sage erkennen.
In der Neuzeit entfaltete die Sage eine starke Nachwirkung. Besonders verbreitet war die abgewandelte Fassung im Volkslied Es waren zwei Königskinder. Von den zahlreichen literarischen Bearbeitungen sind die bekanntesten ein episches Gedicht von Christopher Marlowe, eine Ballade von Friedrich Schiller und Franz Grillparzers Trauerspiel Des Meeres und der Liebe Wellen. Neben Dichtern und Schriftstellern griffen auch bildende Künstler und Komponisten das Motiv der tragischen Liebesgeschichte auf. Viele Gemälde und Skulpturen sowie eine Reihe von Opern, Kantaten, Liedern und Instrumentalkompositionen zeugen von der anhaltenden Faszinationskraft der Sage. Verschiedentlich wurde der Stoff in Travestien und Parodien verfremdet.

## Antike

### Die örtlichen Verhältnisse

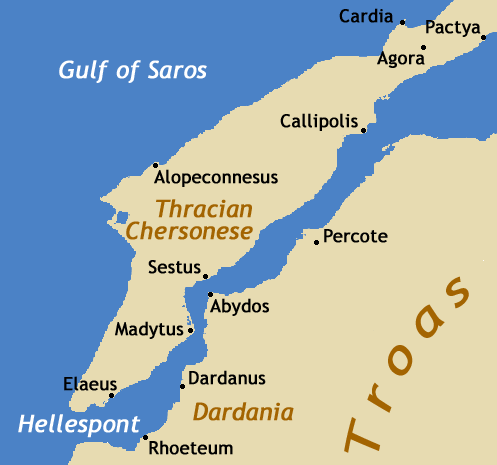
Der Hellespont mit Sestos und Abydos

Die Dardanellen-Meerenge, die in der Antike Hellespont genannt wurde, trennt die europäische Halbinsel Gallipoli von Kleinasien. Sie verbindet das zum Mittelmeer gehörende Ägäische Meer mit dem Marmarameer, das über den Bosporus mit dem Schwarzen Meer verbunden ist. An der Oberfläche strömt ständig Wasser aus dem Schwarzen Meer ins Mittelmeer. Diese Strömung ist stark und steigert sich an verengten Stellen und bei Nordwind. In der Antike befand sich die engste Stelle zwischen den Hafenstädten Sestos am europäischen und Abydos am asiatischen Ufer; heute sind die Verhältnisse infolge Anlandung etwas anders. Die Entfernung zwischen diesen beiden Häfen wird bei dem antiken Geographen Strabon mit 30 Stadien (entspricht etwa 5,3 km) angegeben. Aus den Beschreibungen von Polybios und Strabon geht hervor, dass es wegen der Stärke und des Verlaufs der Strömung im Bereich dieser Verengung unmöglich war, direkt vom einen Hafen zum anderen zu gelangen. Auf der asiatischen Seite musste man außerhalb des geschützten Hafens von Abydos mit stürmischem Seegang rechnen. Außerdem war Sestos von der Gegenküste aus nicht direkt erreichbar, weil die Strömung seinen Hafen nicht berührte, sondern erst ein Stück unterhalb der Stadt ans Ufer brandete.
Daher gab es an den beiden Küsten speziell für die Überfahrt ans andere Ufer geeignete Anlegeplätze in einiger Entfernung von den Häfen der beiden Städte. Auf der kleinasiatischen Seite befand sich die Stelle, die sich für die Einschiffung eignete, acht Stadien nordöstlich von Abydos. Auf der europäischen Seite lag der Anlegeplatz an einer felsigen Küste, von Sestos aus ein Stück südwestwärts in Richtung der Ägäis. Somit waren die beiden für diesen Schiffsverkehr bestimmten Stellen weiter voneinander entfernt als die Häfen der Städte. Jede von ihnen war durch einen Turm markiert. Der asiatische Turm hatte keinen Namen, der europäische hieß „Turm der Hero“. Wer von Abydos nach Sestos wollte, folgte erst an Land nordostwärts der Küste und gelangte so zum asiatischen Turm. Dieser befand sich dort, wo die aus dem Marmarameer kommende Hauptströmung an das Ufer stößt, wobei ein Teil des Wassers abgelenkt wird und dann südwestwärts quer zur europäischen Seite flutet. Diese Querströmung trug ein Schiff oder einen Schwimmer schräg zur europäischen Küste hinüber, an Sestos vorbei zu dem Anlegeplatz, den der Heroturm markierte. Von dort musste man sich dann an Land nach Sestos begeben. Zur Rückkehr konnte man sich beim Heroturm einschiffen und dann von der dort beginnenden Querströmung direkt zur Stadt Abydos hinübertragen lassen. Dabei benötigte man somit den asiatischen Turm nicht.
Trotz der beiden hilfreichen Strömungen war jedoch die Hellespontüberquerung für einen Schwimmer gefährlich, vor allem nachts. Die Strömung konnte stellenweise reißend werden, und bei schlechtem Wetter konnte man sich verirren. Der Heroturm, der den Schiffern den Landeplatz anzeigte, war auch für einen vom asiatischen Ufer kommenden Schwimmer eine unentbehrliche Orientierungshilfe. In der römischen Kaiserzeit diente er als Leuchtturm. Abgesehen von der Sage von Hero und Leander wird in den antiken Quellen keine Überquerung der Meerenge durch Schwimmer erwähnt.

### Die literarischen Bearbeitungen
Die Geschichte von Hero und Leander ist in der Antike erst spät bezeugt: Die literarische Überlieferung setzt im späten 1. Jahrhundert v. Chr. ein und die erhaltenen bildlichen Darstellungen stammen alle aus der römischen Kaiserzeit. Daher gilt es als sicher, dass die Urfassung der Erzählung aus der Epoche des Hellenismus stammt, einer Zeit, in der die belletristische Literatur ein wachsendes Interesse an „romantischen“ Stoffen und tragischen Liebesabenteuern befriedigte. Nicht nur wegen ihrer späten Entstehung, sondern auch aus inhaltlichen Gründen zählt die Geschichte von Hero und Leander nicht zur klassischen griechischen Heldensage. Die beiden Figuren sind einfache Sterbliche, keine Heroen halbgöttlicher Herkunft. Die Handlung spielt sich nur zwischen ihnen ab, in einem rein menschlichen Milieu; es geschehen keine Wunder, es werden keine Heldentaten verrichtet und die Götter greifen nicht ein. Daher gehört dieser Stoff nur am Rande zur griechischen Mythologie. Er zeigt mehr Gemeinsamkeit mit Konstellationen hellenistischer Romane als mit den Mythen der archaischen Zeit.
Nach der heute vorherrschenden Auffassung hat die Sage einen lokalen Ursprung. Sie entstand anscheinend in der Gegend von Sestos und wurde anfangs wohl mündlich verbreitet. Einer spekulativen Forschungsmeinung zufolge war das Entstehungsmotiv aitiologisch, das heißt, die Erzählung wurde ursprünglich zu dem Zweck konzipiert, eine gegenwärtige Gegebenheit historisch zu erklären, indem man eine dazu passende sagenhafte Ursprungsgeschichte erfand. Demnach waren es die Gefährlichkeit der Schiffspassage und das Leuchtfeuer bei Sestos, die den Anstoß zur Entstehung des Motivs vom verhängnisvollen Erlöschen des zur Orientierung benötigten Lichts gaben. In solchen aitiologischen Sagen wird die Handlung oft in einen religiösen Zusammenhang eingebettet. Im vorliegenden Fall wäre dies der Kult der Liebesgöttin Aphrodite, denn Hero wird als deren Priesterin vorgestellt. Allerdings lässt sich die aitiologische Interpretation nicht beweisen. Es besteht auch die Möglichkeit, dass der Anlass der Sagenbildung ein historisches Ereignis war.
Die ersten Erwähnungen der Begebenheit setzen voraus, dass sie dem Lesepublikum bereits bekannt war. Demnach hat sich die ursprünglich lokale Sage im Römischen Reich schnell verbreitet und war zu Beginn der Kaiserzeit zumindest den Gebildeten vertraut. Altertumswissenschaftler haben versucht, die verlorene hellenistische Urfassung zu rekonstruieren, doch hat keine solche Hypothese allgemeine Zustimmung gefunden. In der älteren Forschung wurde ein Zusammenhang mit der Errichtung der ersten Leuchttürme angenommen und die Sagenbildung daher ins 3. Jahrhundert v. Chr. gesetzt; damals sei der Heroturm wohl als Leuchtturm in Betrieb genommen worden. Heute werden solche Spekulationen zurückgewiesen; man neigt jetzt eher zur Spätdatierung und vermutet, dass die Sage erst im 1. Jahrhundert v. Chr. entstanden ist, nicht lange vor dem Beginn ihrer Rezeption in literarischen Werken.
Der erste Autor, der auf die legendenhafte Begebenheit Bezug nahm, war Vergil. In seinem wohl 29 v. Chr. vollendeten Gedicht Georgica, das von der Landwirtschaft handelt, warnte er vor üblen Auswirkungen des Begattungstriebs in der Pferde- und Rinderzucht. Er betonte die Notwendigkeit, Stiere von den Kühen, Hengste von den Stuten fernzuhalten. Sowohl in der Nutztierhaltung als auch beim Wild zeige sich, dass sexuelle Erregung zu destruktivem Verhalten führe. Auch beim Menschen sei die ungehemmte erotische Begierde verhängnisvoll. Als abschreckendes Beispiel dient in Vergils Versen das Schicksal des Jünglings, dem die „grausame Liebe“ (durus amor) ein gewaltiges Feuer entfacht und das Mark durchglüht. Sie stachelt ihn dazu an, nachts im Sturm durch die wilden Fluten zu schwimmen. Von dem waghalsigen Unternehmen, das ihn das Leben kostet, kann ihn nichts abhalten: Er denkt weder an den Jammer der Eltern, die ihren Sohn verlieren werden, noch an die Zukunft der Geliebten, die seinetwegen sterben wird. So stürzt er sich und andere ins Unglück. Hier wird Leander nicht namentlich genannt, doch ist offensichtlich von ihm die Rede. Dazu bemerkte Servius, ein einflussreicher Vergil-Kommentator des 4. Jahrhunderts, der Dichter habe auf die Angabe von Leanders Namen verzichtet, weil die Geschichte bekannt gewesen sei. Wahrscheinlich unterließ Vergil die Namensnennung, um die überindividuelle Gültigkeit seines Urteils zu unterstreichen. Es geht an dieser Stelle nicht um ein Einzelschicksal, vielmehr steht der Jüngling, dem die „grausame Liebe“ die Besinnung raubt, für einen Typus. Auffallend ist die dezidiert negative Bewertung der erotischen Anziehung. Die „blinde“ Liebe (caecus amor) erscheint hier als zerstörerische Macht, die Menschen und Tiere gleichermaßen in einen verhängnisvollen Wahn treibt. Der Mensch, der sich solcher Leidenschaft hingibt, statt sie zu zügeln, verhält sich nach Vergils Urteil nicht anders als ein brünstiges Tier.
Der Dichter Horaz, ein etwas jüngerer Zeitgenosse Vergils, nannte die Meerenge „zwischen den benachbarten Türmen“ als mögliches Reisehindernis bei einer Rückkehr aus dem Osten nach Italien. Damit spielte er offenbar auf die dortigen Witterungsverhältnisse an, die nach der Sage Leander zum Verhängnis wurden. Strabon erwähnte in seiner Geographie, an der er in der Zeit um Christi Geburt arbeitete, bei der Beschreibung des Hellesponts beiläufig den „Turm der Hero“; diese Bezeichnung war also damals schon geläufig. Etwa aus dieser Zeit stammt auch die älteste erhaltene Überlieferung, in der Leander als der ertrunkene Schwimmer und Hero als seine Geliebte genannt werden. Es handelt sich um zwei Epigramme des Antipatros von Thessalonike, die in die Anthologia Palatina aufgenommen wurden. Mit knappen Worten erinnerte Antipatros an den Tod des Jünglings im Sturm und an das Erlöschen des Lichts als Ursache des Unglücks. Nach seinen Angaben waren die Trümmer des offenbar zerstörten Hero-Turmes zu seiner Zeit noch zu besichtigen.
Die älteste ausführliche literarische Bearbeitung des Stoffs stammt von Ovid. Er verfasste die Heroides, eine Sammlung von einundzwanzig Briefgedichten in elegischen Distichen, in denen er berühmte mythische Persönlichkeiten das Wort ergreifen ließ. In den ersten fünfzehn fiktiven Briefen wenden sich Frauen klagend an ihre verlorenen Gatten oder Geliebten; die letzten sechs sind drei Briefpaare, in denen ein Mann an seine Geliebte schreibt und sie ihm antwortet. Den achtzehnten Brief richtet Leander an Hero, der neunzehnte ist ihre Antwort.
Musaios, der spätantike, in der handschriftlichen Überlieferung seines Werks als Grammatiker bezeichnete Dichter des Epyllions Die Geschichte von Hero und Leander, ist sonst unbekannt. Sein Werk besteht aus 343 Hexametern und steht in der Tradition der hellenistischen erzählenden Dichtung; es werden einzelne in sich abgeschlossene, breit angelegte Szenen aneinandergereiht. Die Darstellung führt von der ersten Begegnung des Paars bis zur Katastrophe.

## Mittelalter und Frührenaissance
Im Mittelalter war der Stoff in West- und Mitteleuropa nur aus Ovids Werk bekannt. Das verschollene Epyllion des Musaios wurde erst zur Zeit des Renaissance-Humanismus entdeckt.
Bearbeitung oder Erwähnung:
- Balderich von Bourgueil: Bearbeitung des Stoff in einem mythologischen Gedichtfragment in Distichen (1099/1102)[10]
- Dante, Divina Commedia: Erwähnung Leanders in Purgatorio 27,2 und 28,73–75
- Ovide moralisé 4,3150–3731 (allegorisierende Bearbeitung von Werken Ovids, um 1316/1328)
- Francesco Petrarca: Il trionfo dell’amore, Teil 3 (Gedicht, 1340/1344)
- Christine de Pizan: L’epistre d’Othéa à Hector 42 (didaktischer Prosaroman, um 1400) und Le Livre de la Cité des Dames, Teil 2 Nr. 58 (didaktisches Prosa-Kompendium, Überarbeitung von Boccaccios De mulieribus claris, 1405)
- Anonym: Hero und Leander Vermutlich zu Beginn des 14. Jahrhunderts im alemannischen Raum entstandene Märe. Der Autor hat direkt auf Ovid zurückgegriffen.

## Frühe Neuzeit

### Lyrik, Epik, Roman
- Garcilaso de la Vega: Pasando el mar Leandro el animoso (Der tapfere Leander überquert das Meer) (Gedicht)
- Bernardo Tasso: Favola di Leandro e d’Hero (Gedicht, 1534/1537 publiziert)
- Clément Marot: Histoire de Léandre et Héro (Gedicht, 1541 publiziert)
- Hans Sachs: Historia. Die unglückhafft lieb Leandri mit fraw Ehron (Lied, 1541)
- Juan Boscán Almogávar: Hero y Leandro (Gedicht)
- Christopher Marlowe: Hero and Leander (episches Gedicht, unvollendet)
- Thomas Nashe: Prayse of the Red Herring oder Lenten stuffe (Prosaburleske, verwertet den Stoff; 1599 publiziert)[11]
- Luis de Góngora: La fábula de Leandro y Hero (Gedicht, um 1600)
- George Chapman: The Divine Poem of Musaeus (Gedicht, Vervollständigung des unvollendeten epischen Gedichts von Christopher Marlowe; 1616 gedruckt)[12]
- Gabriel Bocángel y Unzueta: La fabula de Leandro y Hero (Gedicht, 1627 veröffentlicht)
- Francesco Bracciolini dall’Api: Ero e Leandro (Fabel, 1630 veröffentlicht)
- Francisco de Quevedo: Ero y Leandro (Roman)
- Robert Herrick: Leander’s Obsequies (Gedicht, 1648 veröffentlicht)
- Francisco de Trillo y Figueroa: Fábula de Leandro (Gedicht, 1652 veröffentlicht)
- Paul Scarron: Léandre et Héro (burleske Ode, 1656 veröffentlicht)[13]
- Ludwig Christoph Heinrich Hölty: Leander und Hero (Gedicht, 1769/70)
- Daniel Schiebeler: Leander und Hero (Ballade als Travestie des antiken Stoffs, 1770 veröffentlicht)
- Jean-François de La Harpe: Hero (Gedicht)
- Friedrich Hölderlin: Hero (Gedicht, 1788)
- Friedrich Schiller: Hero und Leander (Ballade, 1801)

### Drama
- Jehan Baptista Houwaert: Leander ende Hero (Teil von Den handel der amoreusheyt, 1583)
- William Shakespeare: As you like it 4,1,100-108 (Komödie; darin Erwähnung des Mythos; erste bezeugte Aufführung 1603)
- Ben Jonson: Bartholomew Fair 5,4 (Komödie; Hero und Leander werden in einem Puppenspiel parodiert. Uraufführung 1614 in London)
- Antonio Mira de Amescua: Hero y Leandro (Drama, verloren)
- Gabriel Gilbert: Léandre et Héro (Tragödie, 1667 gedruckt)
- William Wycherley (?): Hero and Leander (burleske Travestie, 1669 gedruckt)[14]
- Johann Baptist von Alxinger: Hero (Tragödie, 1785)
- Jean-Pierre Clovis de Florian: Héro et Léandre (dramatischer Monolog, 1786 veröffentlicht)

### Bildende Kunst

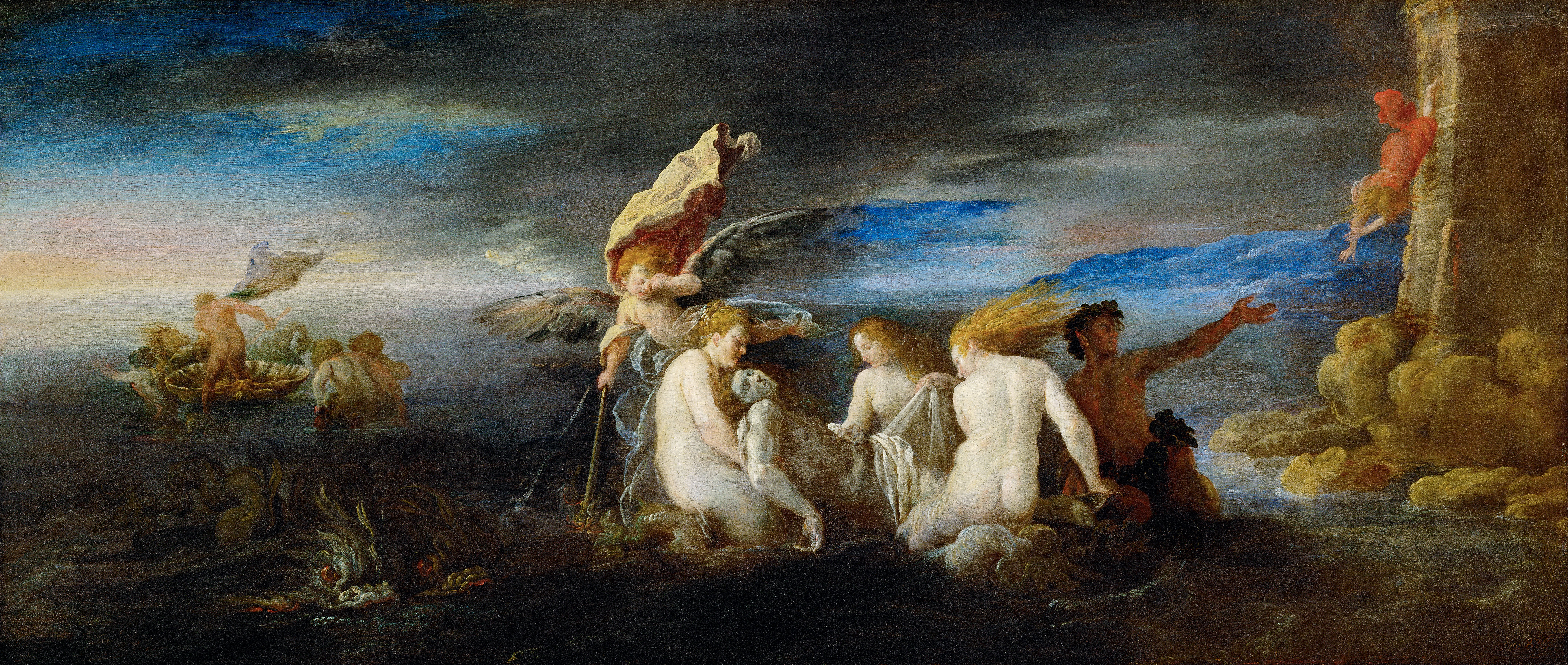
Domenico Fetti Hero und Leander

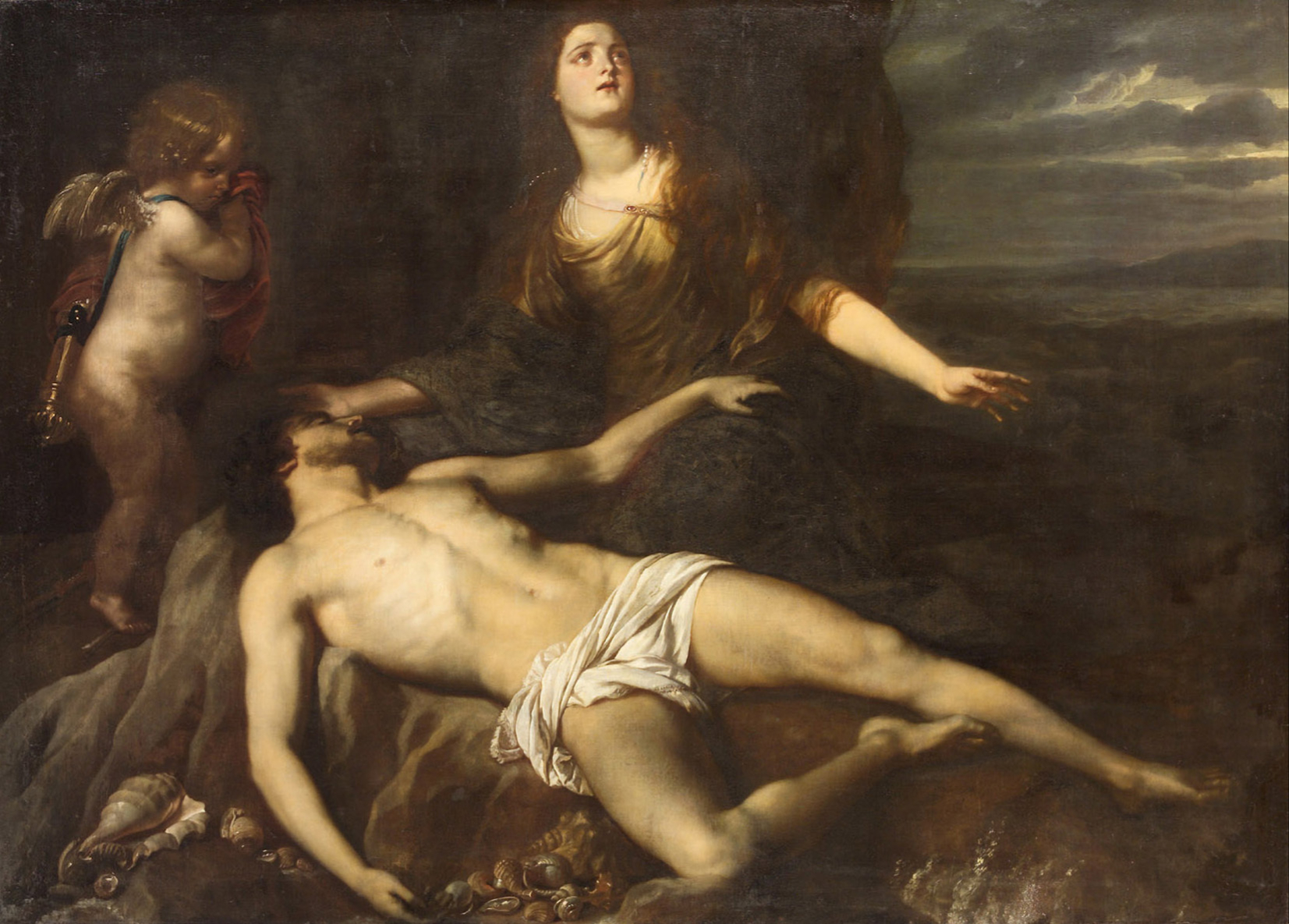
Jan van den Hoecke Hero beweint den toten Leander ca. 1636

- Tiziano Minio: „Thetis hilft Leander“ (Marmorrelief, 1537/1539; Loggetta, Piazza San Marco, Venedig)
- Hendrick Goltzius: „Leander“ (Stich, um 1580)
- Annibale Carracci: „Hero und Leander“ (Fresko, 1597/1600; Galleria, Palazzo Farnese, Rom)
- Peter Paul Rubens: „Hero und Leander“ (Gemälde, um 1605; Yale University Art Gallery, New Haven)
- Domenico Fetti: „Hero und Leander“ (Gemälde, um 1610/1612; Kunsthistorisches Museum, Wien)
- Anthonis van Dyck (?): „Hero und Leander“ (Gemälde, um 1618/1620; 1978 in New York verkauft)
- Jan van den Hoecke: „Hero betrauert den toten Leander“ (Gemälde, um 1635/1637; Kunsthistorisches Museum, Wien)
- Giacinto Gimignani: „Hero und Leander“ (Gemälde, 1637 (?); Uffizien, Florenz)
- Gillis Backereel: „Hero beklagt den toten Leander“ (Gemälde aus den 1640er Jahren; Kunsthistorisches Museum, Wien)
- Nicolas Régnier: „Hero und Leander“ (Gemälde, um 1650; National Gallery of Victoria, Melbourne)
- Giulio Carpioni: „Leanders Leichnam wird aus dem Meer gezogen“ (Gemälde; Szépmüvészeti Múzeum, Budapest)
- Angelika Kauffmann: „Hero und Leander“ (Gemälde, 1791)

### Musik
- Thomas Campion: Shall I come, if I swim? (Lied, 1601)
- John Wilbye: Weep, weep, mine eyes (Madrigal, 1609)
- Nicholas Lanier: Hero and Leander (musikalisches Rezitativ, um 1625/1628?)
- Francesco Antonio Pistocchi: Il Leandro (Oper als „lyrisches Drama“, Uraufführung 1679 in Venedig; andere Fassung: Gli amori fatali, Uraufführung 1682 in Venedig)
- Georg Friedrich Händel: Ero e Leandro (italienische Solokantate [HWV 150]; 1707)
- Vincenzo II De Grandis: Le lagrime d’Ero (Kantate)
- Louis-Nicolas Clérambault: Léandre et Héro (Kantate, 1713)
- Alessandro Scarlatti: Ero e Leandro (Kantate)
- Pierre de La Garde: Léandre et Héro (dritter Akt des Opernballetts La journée galante, Uraufführung 1750 in Versailles)
- René von Béarn, Marquis von Brassac: Léandre et Héro (Oper als „lyrische Tragödie“, Uraufführung 1750 in Paris)
- Nicolas Racot de Grandval: Léandre et Héro (Kantate)
- Niccolò Zingarelli: Ero (Oratorium, Uraufführung 1786 in Mailand)
- William Reeve: Hero and Leander (Burletta, musikalisches Lustspiel, Uraufführung 1787 in London)
- Johann Simon Mayr: Ero (Kantate für Gesang und Orchester) und La aventura di Leandro (Kantate)
- Victor Herbert: Hero and Leander op. 33 (Sinfonische Dichtung, 1901)
- Dimitri Terzakis: Hero und Leander (Rapsodia für Sprecher, Viola, Klavier und Tonband, 2002/03)

## Moderne
Vom Fortleben der Sage auch außerhalb der Belletristik, Kunst und Wissenschaft zeugt der Umstand, dass offenbar eine neue Version entstand, die den Schauplatz vom Hellespont zum Bosporus verlagerte. Ein im 18. Jahrhundert gebauter Leuchtturm auf einer kleinen Bosporus-Insel in Istanbul, der türkisch „Mädchenturm“ genannt wird, hat in Europa den Namen Leanderturm erhalten.

### Lyrik, Epik, Roman
- George Gordon Byron: Written after Swimming from Sestos to Abydos (Gedicht, 1810) und The Bride of Abydos: A Turkish Tale 2,1 (Gedicht, darin der Mythos erwähnt; 1813 veröffentlicht)
- John Keats: On a Leander Which Miss Reynolds, My Kind Friend, Gave Me (Sonett, 1816/1817)
- Leigh Hunt: Hero and Leander (Gedicht, 1819 veröffentlicht)[15]
- Thomas Hood: Hero and Leander (Gedicht, 1827 veröffentlicht)[16]
- Thomas Moore: Hero and Leander (Gedicht, 1828 veröffentlicht)
- Alfred Lord Tennyson: Hero to Leander (dramatischer Monolog, 1830 veröffentlicht)
- Francis Reginald Statham: Hero (Gedicht, 1870 veröffentlicht)[17]
- Dante Gabriel Rossetti: Hero’s Lamp (Sonett, Nr. 88 in der erweiterten Fassung der Folge The House of Life, 1881 veröffentlicht)
- Madison Cawein: Leander to Hero (Gedicht, 1889 veröffentlicht)
- Otto Sommerstorff: Hero und Leander (Gedicht, 1900)[18]
- John Drinkwater: The Death of Leander (Gedicht, 1906 veröffentlicht)
- El Hor: Hero und Leander (Kurzprosa, 1914 veröffentlicht)
- Brookes More: Hero and Leander (Gedicht, 1926 veröffentlicht)[19]
- Frank Morgan: Hero and Leander (Gedicht, 1926 veröffentlicht)
- James Urquhart: Hero and Leander (Gedicht, 1928 veröffentlicht)[20]
- Malcolm Cowley: Leander (Gedicht, 1929 veröffentlicht)
- Alfred Edward Housman: Tarry delight, so seldom met (Gedicht, 1936 veröffentlicht)
- Erich Maria Remarque: Die Nacht von Lissabon (Roman, 1963; die Sage ist darin ein wichtiges Element)
- Heinz Erhardt: Hero und Leander (humoristisches Gedicht)
- Stein Mehren: Hero og Leander (Gedicht, 1973 veröffentlicht)
- Graham Swift: Waterland (Roman, 1983; die Sage ist zitiert an einer analogen Stelle, an der ein junger Mann und eine junge Frau vom Fluss getrennt sind)[21]
- Milorad Pavić: Die inwendige Seite des Windes oder Der Roman von Hero und Leander (Roman, 1995)

### Drama
- Franz Grillparzer: Des Meeres und der Liebe Wellen (Trauerspiel in Versen, Uraufführung 1831 im Burgtheater, Wien)
- Louis Gustave Ratisbonne: Héro et Léandre (Verstragödie, 1859 veröffentlicht)
- Harold Kyrle Bellew: Hero and Leander (poetisches Drama, Uraufführung 1892 in Manchester)
- Edmond Haraucourt: Héro et Léandre (dramatisches Gedicht mit Musik von Paul und Lucien Hillemacher, Uraufführung 1893 in Paris)

### Bildende Kunst

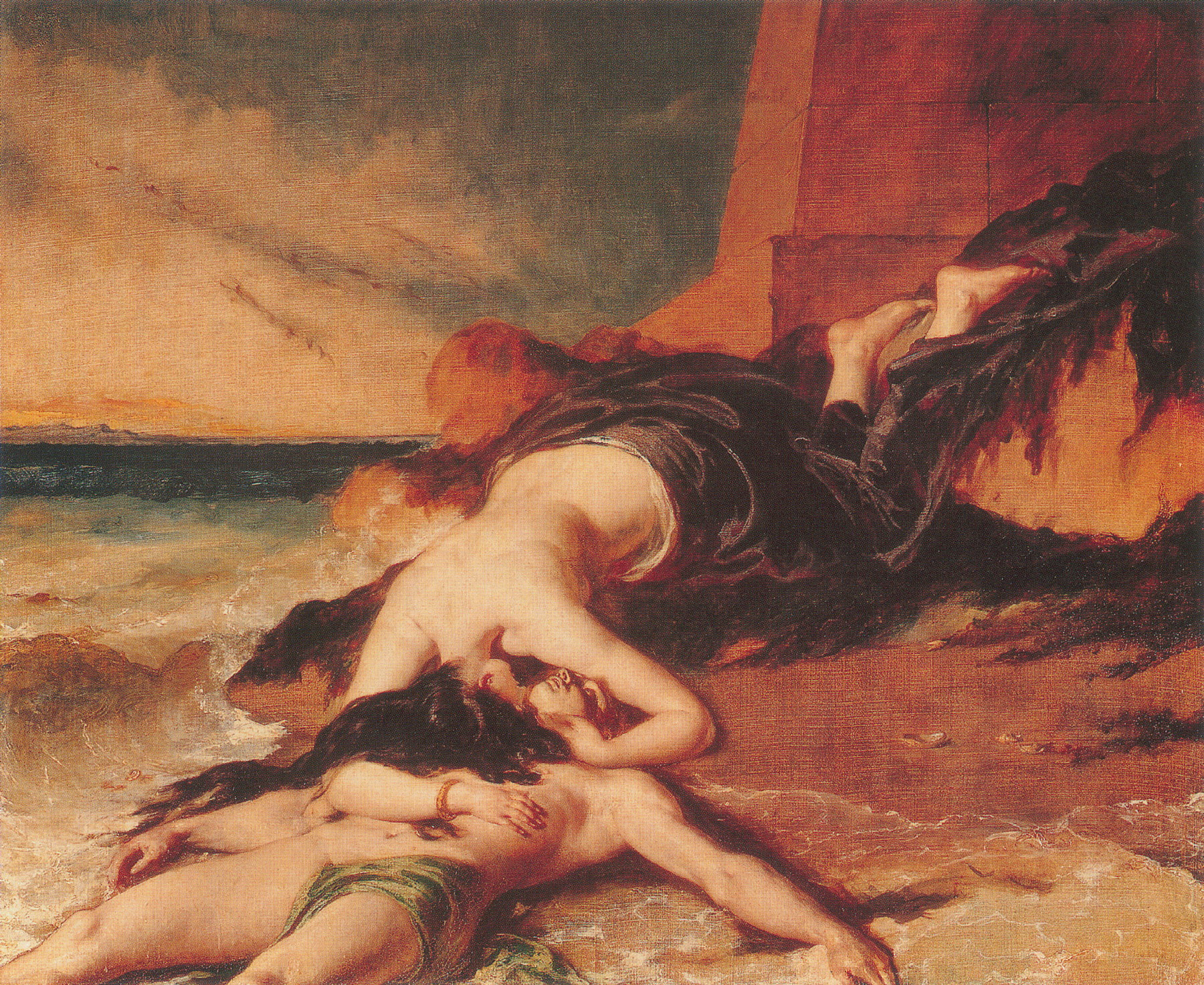
Hero und Leander auf einem Gemälde von William Etty

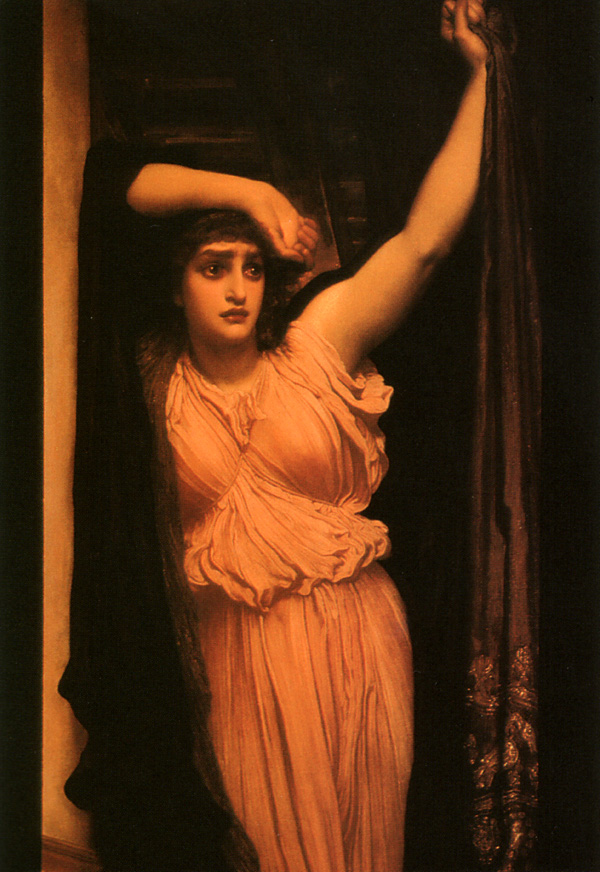
Frederic Leightons Gemälde The Last Watch of Hero

- John Flaxman: Zeichnungen zu Musaios’ Epyllion (1805)
- John Gibson: Begegnung Heros mit Leander (Marmorrelief, um 1822; Duke of Devonshire’s Collection, Chatsworth)
- William Etty: Der Abschied von Hero und Leander (Gemälde, 1827; Tate Gallery, London)
- William Turner: Der Abschied von Hero und Leander (Gemälde, 1837; National Gallery, London)
- Honoré Daumier: Leander (Lithographie, 1842)
- Théodore Chassériau: Die letzte Begegnung von Hero und Leander (Grisaille)
- William Henry Rinehart: Leander (Marmorstatuette, 1865 vollendet; Original verschollen, Kopie in der Sammlung Baillière, Baltimore) und Hero (Marmorstatuette, 1866/1867; Peabody Institute, Baltimore)
- John La Farge: Schwimmer – Leander, Studie eines Schwimmers, Zwielicht (Aquarell, 1866; Yale University Art Gallery, New Haven)
- Edward Armitage: Hero entzündet das Licht (Gemälde, 1869)
- Henry Hugh Armstead: Hero und Leander (Steinrelief, um 1875; Tate Gallery, London)
- Evelyn Pickering de Morgan: Hero wartet auf Leander (Gemälde, 1885)
- Frederic Leighton: Heros letztes Warten und Leander ertrunken (zwei Gemälde, um 1887; City Art Gallery, Manchester)
- Eugène-Antoine Aizelin: Leander (Marmorstatue, 1890)
- Henry Scott Tuke: Leander (Gemälde, 1890)
- Gaston-Victor-Edouard Gaston-Guitton: Leander (Marmorstatue)
- Aristide Maillol: Hero und Leander (Holzschnitt, 1893)
- Charles Edward Perugini: Hero (Gemälde, 1914)
- Paul Gasq: Hero und Leander (Marmor-Hochrelief)
- Paul Manship: Leander (Bronzestatuette, 1955; Minnesota Museum of Art, St. Paul)
- Ferdinand Keller: Hero und Leander (Gemälde, 1880)

### Musik

#### Oper, Ballett, Modern Dance
- Louis Milon (Choreograph): Héro et Léandre (Ballett, Uraufführung 1799 in Paris)
- William Leman Rede: Hero and Leander (Burletta, Uraufführung 1838 in London)
- Giovanni Bottesini: Ero e Leandro (Oper, Libretto von Arrigo Boito, Uraufführung 1879 in Mailand)
- Arthur Goring Thomas: Hero and Leander (musikalische Szene, Uraufführung 1880 in London)
- Arthur Coquard: Hero and Leander (Lyrische Szenen, 1881)
- Ernst Frank: Hero (Oper, Libretto von Ferdinand Vetter, Uraufführung 1884 in Berlin)
- Luigi Mancinelli: Ero e Leandro (Oper als lyrische Tragödie, Libretto von Arrigo Boito, Uraufführung 1897 in Madrid)
- Ludvig Schytte: Hero (Oper, Libretto von Poul Levin, Uraufführung 1898 in Kopenhagen)
- Hermann Schroeder: Hero und Leander (Oper, 1950)
- Juan Corelli (Choreograph): Héro et Léandre (Ballett)
- Gerhard Wimberger: Hero und Leander (Tanzdrama, 1963)
- Günter Bialas: Hero und Leander (Oper, Uraufführung 1966 in Mannheim)

#### Sonstige musikalische Werke
- Désiré Beaulieu: Hero (Kantate, 1810)
- Fanny Hensel: Hero und Leander (Lied, 1832)
- Robert Schumann: In der Nacht (Komposition für Klavier, Phantasiestücke opus 12; die stürmische Nacht von Leanders Tod wird evoziert, 1837)
- Ödön Péter József de Mihalovich: Hero und Leander (Orchestralballade, 1875)
- Walter Cecil Macfarren: Hero and Leander (Ouvertüre, Uraufführung in Bristol 1878)
- Charles Harford Lloyd: Hero and Leander (Kantate)
- Alfredo Catalani: Ero e Leandro (Symphonisches Gedicht, Uraufführung 1885 in Mailand)
- Victor Herbert: Hero and Leander (Symphonisches Gedicht, Uraufführung 1901 in Pittsburgh)
- Wolfgang von Waltershausen: Hero und Leander (Symphonisches Gedicht, opus 22, Uraufführung 1925 in München)
- Berthe di Vito-Delvaux: Héro et Léandre (Kantate, opus 11, Text von Felix Bodson, 1940)
- Robert Heger: Hero und Leander (Symphonisches Gedicht)
- Carl Friedemann: Symphonischer Prolog zu Hero und Leander (Symphonische Dichtung)
- Werner Scharfenberger und Kurt Feltz: Hero und Leander (Schlager-Single von Peter Kraus, 1968)[22]

## Textausgaben und Übersetzungen
- Karlheinz Kost (Hrsg.): Musaios: Hero und Leander. Einleitung, Text, Übersetzung und Kommentar. Bouvier, Bonn 1971, ISBN 3-416-00655-0
- Hans Färber (Hrsg.): Hero und Leander. Musaios und die weiteren antiken Zeugnisse. Heimeran, München 1961 (Zusammenstellung der antiken und mittelalterlichen Quellen mit deutscher Übersetzung)
- Horst Sitta (Übers./Hrsg.): Musaios, Hero und Leander, in: Griechische Kleinepik, Hrsg. Manuel Baumbach, Horst Sitta, Fabian Zogg, Sammlung Tusculum, 2019 (Griechisch-Deutsch)